# Южнославянский библейский институт
Южнославянский библейский институт (нем. Südslawische Bibelanstalt) был основан в Урахе (ныне Бад-Урах) в январе 1561 года бароном Гансом фон Унгнадом, который был его владельцем и покровителем. Унгнада поддержал Кристоф, герцог Вюртембергский, который позволил Унгнаду использовать свой замок (бывший монастырь) Аманденхоф около Ураха в качестве резиденции этого института.
Барон Унгнад интересовался протестантским прозелитизмом, пропагандируемым Приможем Трубаром, и присутствовал на заседании немецких богословов, состоявшемся в Тюбингене в 1561 году. Тогда Унгнад, вероятно, по указанию герцога Кристофа, и согласился, что он возьмет на себя ответственность за издание славянских книг.

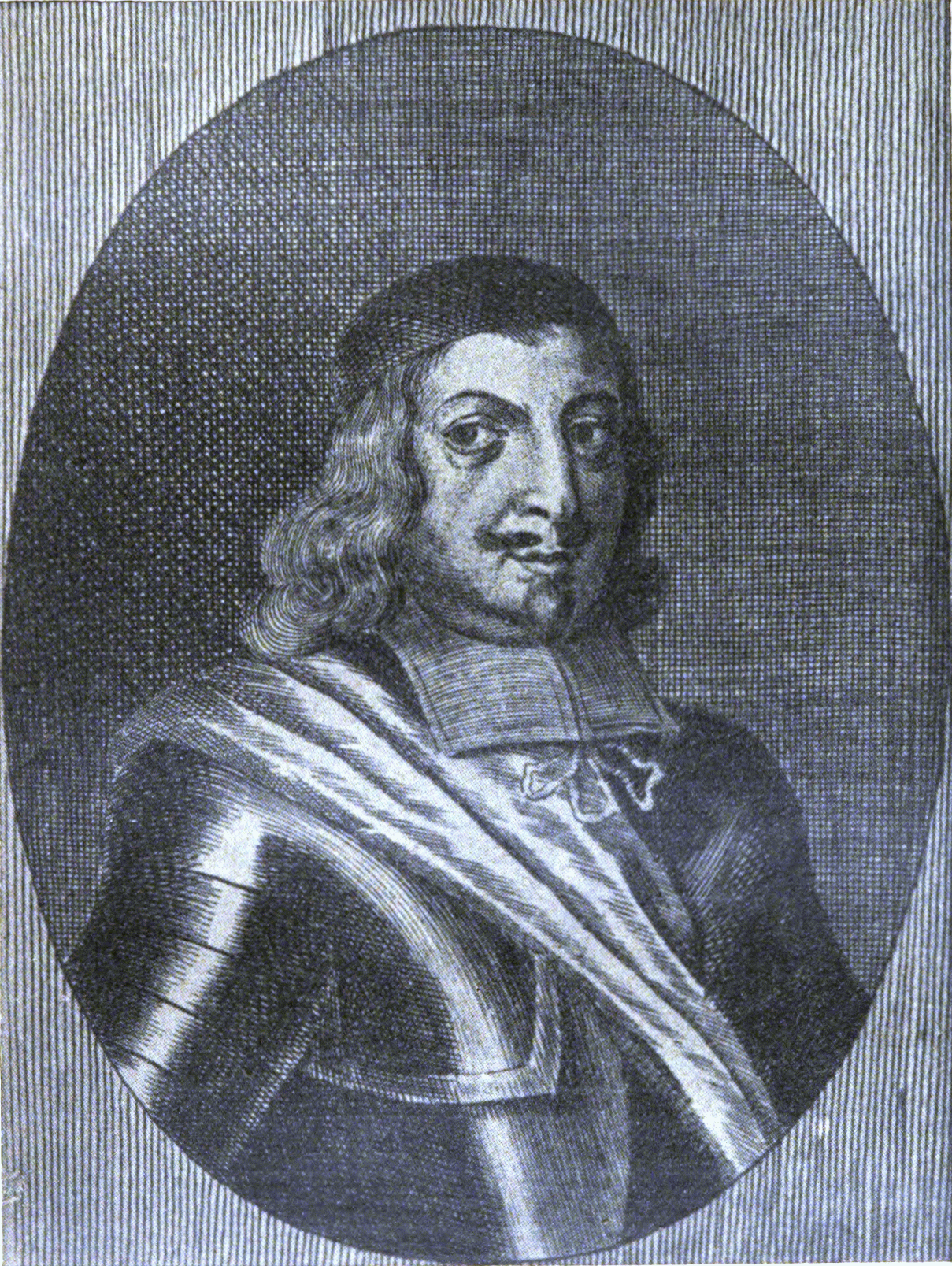
Ганс фон Унгнад

В рамках института Унгнад основал типографию, которую он назвал «словенской, хорватской и кириллической прессой» (нем. Windische, Chrabatische und Cirulische Trukherey). Руководителем и научным руководителем института был Примож Трубар. Книги, которые они напечатали в этой типографии, планировалось использовать на всей территории, населенной южными славянами, между рекой Соча, Чёрным морем и Константинополем.  
Трубар также намеревался использовать свои брошюры для распространения протестантизма среди хорватов и других южных славян. Для этого Трубар нанял Степана Конзула Истранина и Антуна Далматина в качестве переводчиков с хорватского и сербского языков. За кириллический текст отвечал Антун Далматин. 
Шрифт для печати кириллических текстов был отлит мастерами из Нюрнберга. Первая попытка его использования не удалась, и тип пришлось восстанавливать. В 1561 году в Тюбингене были напечатаны три небольшие книги (в том числе «Abecedarium» и «Catechismus») на хорватском языке глаголицей. Эти же книги были напечатаны в Улахе на сербском языке с восстановленным шрифтом кириллицы. Юрай Юричич работал переписчиком в институте с 1562 по 1563 год.

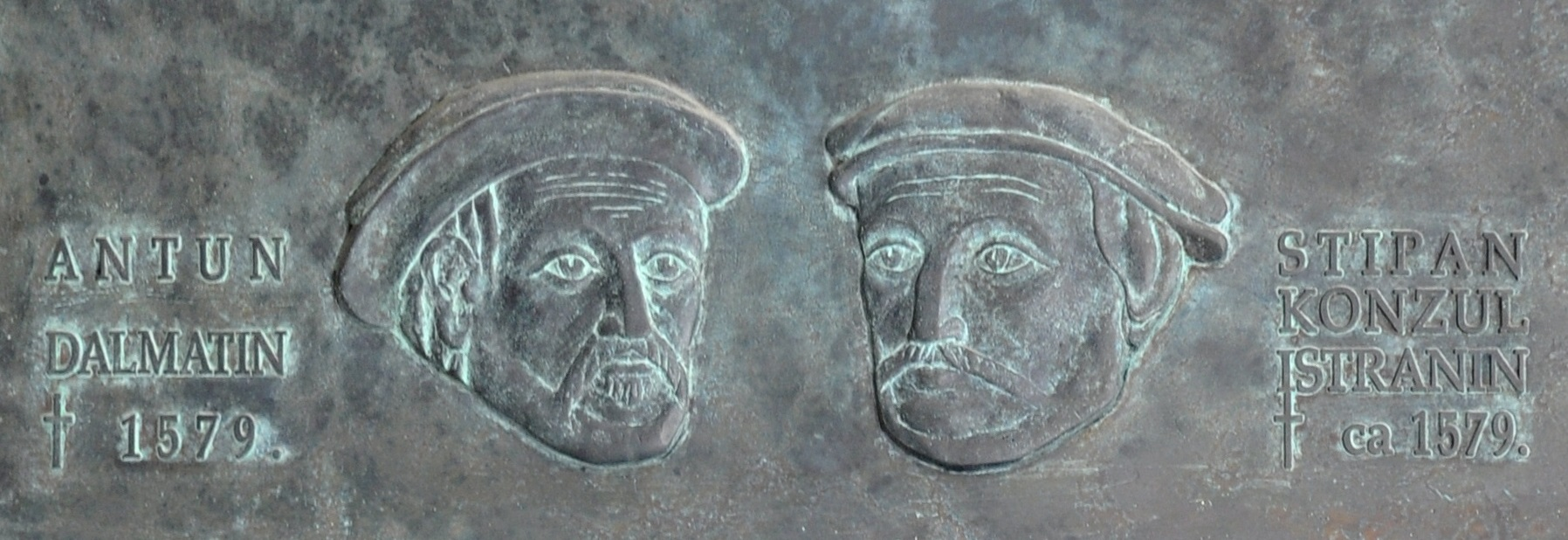
С. Истрианин и А. Далматин

Язык, используемый Далматиным и Истраниным, был основан на северно-чакавском диалекте с элементами штокавского и икавского языков. Сотрудники института, в том числе и Трубарь, остались недовольны переводами Далматина и Истранина. Трубар увещевал двоих в горячей переписке о правильности используемого ими языка еще до того, как было опубликовано первое издание, переведенное Далматиным и Истраниным, и сразу после этого в течение значительного времени институт пытался нанять некоего Димитрия серба для помощи Истранину и Далматину, но безуспешно. В конце концов, им удалось нанять двух сербских православных священников - Йована Малешеваца из Османской Боснии и Матия Поповича из Османской Сербии.
Институт и его печатный пресс проработали до самой смерти барона Унгнада в 1565 году. Во время Тридцатилетней войны император Священной Римской империи Фердинанд I упразднил типографию и подарил её Ватикану для пропаганды католицизма.
Согласно списку книг, хранящемуся в Университетской библиотеке Тюбингена, Истранин и Далматин напечатали 25 тысяч книг в Тюбингене и Урахе. Самой важной книгой, которую они опубликовали, был перевод Нового Завета, основанный на переводе Трубара.